# Konstantin Chabenskij
Konstantin Jurjevitj Chabenskij (ryska: Константин Юрьевич Хабенский) född 11 januari 1972 i Leningrad, Ryska SFSR, Sovjetunionen, är en rysk skådespelare.
I väst är Chabenskij mest känd för sin roll i de ryska fantasyfilmerna Night Watch (2004) och Day Watch (2006), och för sin medverkan i Tomas Alfredsons Tinker, Tailor, Soldier, Spy (2011). Han har även spelat stora historiska roller som Aleksandr Koltjak i filmen Admiral (2008) och Lev Trotskij i TV-serien Trotskij (2017).

## Biografi
Konstantin Chabenskij föddes när hans pappa Jurij Aronovitj Chabenskij (ryska: Юрий Аронович Хабенский) (1946—2004) och mamma Tatiana Gennadjevna Chabenskaja (född Nikulina) (ryska: Татьяна Геннадьевна Хабенская (Никулина) bodde i Leningrad. Båda hans föräldrar var ingenjörer, hans mamma arbetade också som matematiklärare. Hans äldre syster, Natalja Jurjevna Chabenskaja (på ryska: Наталья Юрьевна Хабенская) är sångerska.
År 1981 flyttade han tillsammans med sin familj till Nizjnevartovsk, där de bodde i över fyra år. 1985 återvände familjen till Leningrad. Efter att ha gått ut Gymnasieskola nr 486, började Konstantin Chabenskij på Statliga universitet för flygteknik och konstruktion, (государственный университет аэрокосмического приборостроения (СПб ГУАП)), men efter tre års studier insåg han att detta yrke inte var för honom. Han provade många jobb, bland annat som vaktmästare, städare och blev sedan anställd som ljusstekniker vid teaterstudion "Subbota". 1990 kom han in på Statliga institutet för scenkonst (Российский государственный институт сценических искусств).  Som sluttentamen 1995 spelade Konstantin Chabenskij Estragon i pjäsen I väntan på Godot av Samuel Beckett.
Den 12 januari 2000 gifte sig Konstantin Chabenskij med radiojournalisten Anastasia Chabenskaja. Hon dog vid 35 års ålder av en hjärntumör den 3 december 2008. De har en son Ivan, som föddes i Moskva den 25 september 2007.
I Ryssland bor han i Moskva och St Petersburg. År 2013 gifte Chabenskij om sig med skådespelerskan Olga Litvinova och den 3 juni 2016 födde hon en dotter. 
Han undviker att diskutera sitt personliga liv och har sagt att han inte ser behovet av att prata med pressen om det.

### Filantropi
År 2008 inrättade han Konstantin Chabenskij Charitable Foundation (Ryska: Благотворительный Фонд Константина Хабенского, translit. Blagotvoritelnyj Fond Konstantina Chabenskogo) som ger hjälp till barn med onkologiska och andra allvarliga hjärnproblem.